# المنظمة اليمنية للإغاثة والتنمية والحقوق الإنسانية (YRDHR)
المنظمة اليمنية للإغاثة والتنمية والحقوق الإنسانية (YRDHR)، هي منظمة غير ربحية تأسست في عام 2018 بموجب أحكام ودساتير وزارة الشؤون الاجتماعية والعمل المخصصة لتلبية الاحتياجات والتنمية المنقذة للحياة في اليمن باعتبار أنها تهدف للتنمية المستدامة.
هي الركيزة الاساسية لتحقيق التطور المعاصر في المجتمعات المحلية ويقع المقر الرئيسي في أمانة العاصمة صنعاء.